# Австрия на зимних Олимпийских играх 1964
Австрия принимала участие в Зимних Олимпийских играх 1964 года в Инсбруке (Австрия) в девятый раз за свою историю, и завоевала пять серебряных, четыре золотые и три бронзовые медали. Сборная страны состояла из 83 спортсменов (69 мужчин, 14 женщин). Австрия повторила свой успех Зимних Олимпийских игр 1956 года и заняла второе командное место вслед за сборной Советского Союза.
| Австрия на олимпиаде 1964 года в Инсбруке | Австрия на олимпиаде 1964 года в Инсбруке                   | Австрия на олимпиаде 1964 года в Инсбруке | Австрия на олимпиаде 1964 года в Инсбруке | Австрия на олимпиаде 1964 года в Инсбруке |
| Медали                                    | Спортсмены                                                  | Вид спорта                                | Дисциплина                                | Результат                                 |
| ----------------------------------------- | ----------------------------------------------------------- | ----------------------------------------- | ----------------------------------------- | ----------------------------------------- |
| Золото                                    | Кристль Хас                                                 | Горнолыжный спорт                         | Скоростной спуск, женщины                 |                                           |
| Золото                                    | Йозеф Штиглер                                               | Горнолыжный спорт                         | Слалом, мужчины                           |                                           |
| Золото                                    | Эгон Циммерман                                              | Горнолыжный спорт                         | Скоростной спуск, мужчины                 |                                           |
| Золото                                    | Йозеф Файстмантль Манфред Штенгль                           | Санный спорт                              | двойка, мужчины                           | 1.41,62                                   |
| Серебро                                   | Регина Хейтцер                                              | Фигурное катание                          | женщины                                   |                                           |
| Серебро                                   | Карл Шранц                                                  | Горнолыжный спорт                         | Гигантский слалом, мужчины                |                                           |
| Серебро                                   | Эдит Циммерман                                              | Горнолыжный спорт                         | Скоростной спуск, женщины                 |                                           |
| Серебро                                   | Райнхольд Зенн Хельмут Талер                                | Санный спорт                              | мужчины                                   | 1.41,91                                   |
| Серебро                                   | Эрвин Талер Адольф Кокседер Йозеф Найрц Райнхольд Дурнталер | Бобслей                                   | четвёрка                                  | 4.15,48                                   |
| Бронза                                    | Траудль Хехер                                               | Горнолыжный спорт                         | Скоростной спуск, женщины                 |                                           |
| Бронза                                    | Йозеф Штиглер                                               | Горнолыжный спорт                         | Гигантский слалом, мужчины                |                                           |
| Бронза                                    | Хелена Турнер                                               | Санный спорт                              | женщины                                   | 3.29,06                                   |

## Состав и результаты олимпийской сборной Австрии

### Бобслей
Спортсменов — 9
Мужчины
| Соревнование | Спортсмены                                                  | 1 заезд   | 1 заезд | 2 заезд   | 2 заезд | 3 заезд   | 3 заезд | 4 заезд   | 4 заезд | Итоговый результат | Итоговое место |
| Соревнование | Спортсмены                                                  | Результат | Место   | Результат | Место   | Результат | Место   | Результат | Место   | Итоговый результат | Итоговое место |
| ------------ | ----------------------------------------------------------- | --------- | ------- | --------- | ------- | --------- | ------- | --------- | ------- | ------------------ | -------------- |
| Двойки       | Эрвин Талер Йозеф Найрц                                     | 1:05,72   | 4       | 1:06,98   | 11      | 1:06,48   | 8       | 1:06,33   | 5       | 4:25,51            | 8              |
| Двойки       | Франц Иссер Райнхольд Дурнталер                             | 1:06,94   | 11      | 1:06,71   | 9       | 1:07,40   | 15      | 1:07,04   | 10      | 5:48,09            | 9              |
| Четвёрки     | Эрвин Талер Адольф Кокседер Йозеф Найрц Райнхольд Дурнталер | 1:03,67   | 3       | 1:03,94   | 3       | 1:03,74   | 3       | 1:04,13   | 3       | 4:15,48            | 2              |
| Четвёрки     | Пол Асте Херберт Грубер Андреас Арнольд Ханс Штолль         | 1:04,65   | 14      | 1:04,40   | 9       | 1:04,43   | 6       | 1:04,25   | 4       | 4:17,73            | 7              |